# 검은껑충쥐
검은껑충쥐(Notomys fuscus)는 쥐과에 속하는 설치류의 일종이다. 오스트레일리아 토착종으로 중부 지역 사막의 토착종이다. 인적이 드문 사막 지대의 생활할 수 있도록 특화되어 있다. 다른 모든 껑충쥐와 마찬가지로 강한 앞 이빨과 긴 꼬리, 짙은 눈, 큰 귀, 잘 발달한 엉덩이, 아주 길고 좁은 뒷발을 갖고 있다. 몸무게는 20~50g이다.(일반적인 집쥐는 10~25g이다.) 발바닥에 4개의 발바닥 살이 붙어 있다. 털 색은 다양하지만 연한 오렌지색을 띠며, 회색을 띠기도 하며 하체는 희다. 털은 짧고 섬세하며 부드럽다. 긴 털의 끝은 짙은 붓꼬리 형태를 띤다. 특정 시기가 아닌 조건에 맞는 때에 연중 번식을 한다. 암컷은 4개의 젖꼭지를 갖고 있으며, 태어나 약 70일 수에 성적으로 성숙해진다.
검은껑충쥐는 취약종으로 분류한다. 오래된 기록에는 한때 퀸즐랜드주 일부와 뉴사우스웨일스주, 멀리 [빅토리아 주]], 노던 준주, 사우스오스트레일리아주를 포함한 오스트레일리아 중부 지역에서 넓은 분포 지역을 차지했던 것으로 보이지만, 현재는 스첼레키 사막에서 소수의 제한된 지역과 사우스오스트레일리아 주와 퀸즐랜드 주 경계 지역 근처에서만 발견된다. 노던 준주에서도 일부가 살고 있는 것으로 추정되지만, 2000년과 2002년 탐사에서는 발견되지 않았다.
나머지 개체군은 연결된 모래 언덕과 다년생 식물이 있는 모래 서식지, 호수 또는 물길 가까운 지역에 집중적으로 분포한다.(오트레일리아 중부에서 "호수"는 일반적으로 건조하며, 영구적인 지표수는 아주 드물다.) 검은껑충쥐는 야행성 동물이고, 군집성 동물이다. 낮 동안에는 아주 깊은 굴 속에 숨어 지낸다. 굴 입구 직경은 약 3cm이고, 굴 깊이는 수직으로 약 1.5m 정도이다.
검은껑충쥐 개체수가 감소 추세를 보이는 이유가 아직 완전히 밝혀지지 않았지만, 특히 소와 토끼 등 도입종과의 먹이 경쟁과 포식자인 도입종 고양이와 여우 때문으로 추정된다.